# Weltraumsimulator

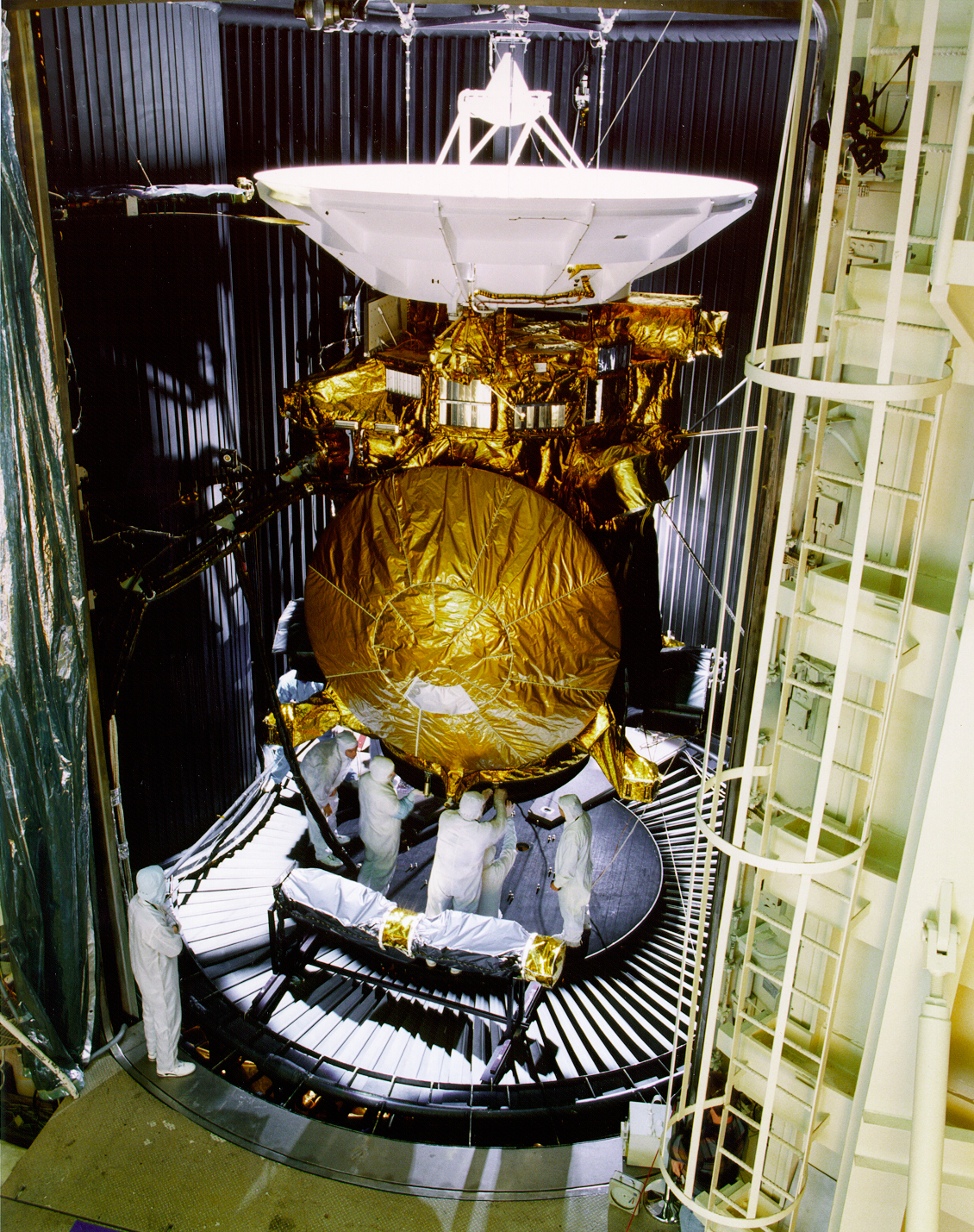
Cassini-Huygens wird für einen Test in einem Weltraumsimulator vorbereitet

Ein Weltraumsimulator ist eine Testeinrichtung für Raumfahrtkomponenten oder ganze Satelliten, um die komplexen Umgebungsbedingungen des Weltraums, insbesondere die Sonneneinstrahlung, zu simulieren. In der Regel wird eine genügend große Vakuumkammer um folgende typische Einbauten ergänzt:
- Lampen oder ähnliche Strahler zur Simulation der Sonnenstrahlung
- Kühleinrichtungen mit Stickstoff oder Helium zur Simulation der Abstrahlung in den Weltraum
- Montage- bzw. Drehvorrichtungen, um den Satelliten in verschiedenen Ausrichtungen testen zu können
- Antennen, Absorber oder Testobjekte zum Testen von Radar-, Mess- und Kommunikationsanlagen
- ggfs. optische Komponenten

In genügend großen Anlagen ist auch der Betrieb von kleinen Triebwerken möglich, zumeist werden diese Tests aber getrennt durchgeführt.
Diese Tests erlauben eine Überprüfung der Berechnungen, die die Funktionsfähigkeit des Satelliten vor dem Start nachweisen, insbesondere in thermischer Hinsicht. In einfachen Fällen wird dabei auf die genaue Simulation der Strahlung verzichtet, in diesem Fall spricht man von Thermalvakuumtests.
Weltraumsimulatoren sind sehr aufwendig und daher nur in kleiner Zahl bei entsprechenden Instituten und Forschungseinrichtungen im Einsatz. Beispiele sind der Large Space Simulator der ESTEC und der Space Simulator am Los Alamos National Laboratory.
Bei Simulationen im Zusammenhang mit bemannten Missionen spricht man von Missionssimulation.